# La pecera de Eva
La pecera de Eva va ser una sèrie, produïda per Isla Producciones per a Telecinco, emesa originalment entre el 10 de gener de 2010 i el 4 de desembre de 2011.

## Història
Des del diumenge 10 de gener fins al diumenge 7 de febrer de 2010 es va estar emetent cada diumenge a les 21.45 a Telecinco però des del 14 de febrer de 2010 es va emetre exclusivament per a LaSiete en el mateix horari sent una de les principals apostes de producció pròpia d'aquest canal, dirigit especialment al públic jove.
Des del 5 d'abril de 2010 es va començar a emetre diàriament en LaSiete de dilluns a divendres a les 22.15 davant el bon acolliment del públic juvenil. Els seus més de 150.000 seguidors en Facebook (maig de 2012), els seus prop de 8.000 seguidors en Twitter (maig de 2012), el registre de més d'un milió de descàrregues de vídeos de la pàgina web oficial o un total de 4.300.000 de visites són algunes de les xifres que corroboren aquest èxit. La sèrie a Espanya ha estat emesa en Telecinco, Factoría de Ficción, LaSiete i es va remetre a Nueve els caps de setmana a les 10.00h amb molt bones dades d'audiència 1,4%.
En la segona temporada s'incorpora Alfonso Bassave com Pep, becari d'Eva i amb el qual es reparteix els pacients, sorgint entre ells dos una relació bastant tibant. També arriben nous pacients, a més de deixar d'aparèixer Martín, ja que el seu cas se soluciona en la primera temporada. A principis de maig de 2010, Alexandra Jiménez va confirmar que la sèrie havia signat per dues temporades més, fent un total de tres temporades. El 15 de juny del 2010 es confirma que la tercera temporada tindrà 65 nous capítols, a més que hi haurà una quarta d'altres 65.
A partir del 20 de setembre del 2010 es va emetre de dilluns a divendres a les 20.00 en LaSiete. El 18 d'octubre torna a canviar el seu horari a les 18.30, a causa de l'inici de la dotzena edició de Gran Hermano. Des del començament de la 4a temporada, el 2011, es pensava emetre a Cuatro però, sense cap buit, Mediaset España va decidir continuar tirant reposicions, en el seu canal femení Divinity. Al començament de setembre, es va decidir que FDF, estrenaria la 4a temporada. La sèrie es va estrenar el 17 de setembre de 2011 en horari de sobretaula. La quarta temporada es va estrenar amb 227.000 espectadors i un 1,8% de quota de pantalla, que corresponia a 1,4 punts menys en la quota diària de FDF.,Finalment la sèrie es va acomiadar dels espectadors el 4 de desembre de 2011 a causa d'una baixada d'audiència.
Des de dissabte 12 de gener 2013 es va remetre la sèrie íntegrament dissabtes i Diumenges a les 10.00 hores a Nueve amb molt bones dades d'audiència 1,4%. (4 capítols per fi de setmana, els 247 capítols)
Encara que cada temporada comptava amb 65 episodis, realment només 52 de cadascuna comptaven amb una trama successiva. Els capítols que eren múltiples de 5 (el 5, el 10, el 15...) de cada temporada servien a manera de repàs del que havia succeït en els últims quatre. Amb tot, en el còmput oficial sí que sortien a l'aire 65 en cada temporada, encara que realment només fossin 52 reals.
El 6 de setembre del 2012, en l'episodi 1x07 de la sèrie Frágiles els actors Alexandra Jiménez, Marta Poveda i Antonio Muñoz de Mesa reprenen els seus papers d'Eva, la López i César. Descobrim que la López i César estan compromesos, i que Eva va deixar l'institut.

## Argument
La sèrie recull l'evolució d'un grup d'adolescents que acudeixen a la consulta de la psicòloga Eva Padrón en un institut, per a resoldre diferents problemes de la seva vida quotidiana. En la segona i successives temporades, hi ha una altra consulta de psicologia en el mateix institut, el titular del qual varia en cada temporada. A més, la sèrie aborda les històries personals de la pròpia psicòloga i la de la seva germana, amb la qual comparteix apartament.

## Capítols
| Temporada | Temporada | Episodis | Estrena                | Final                  | Audiència mitjana | Audiència mitjana |
| Temporada | Temporada | Episodis | Estrena                | Final                  | Espectadors       | Quota de pantalla |
| --------- | --------- | -------- | ---------------------- | ---------------------- | ----------------- | ----------------- |
|           | 1         | 65       | 10 de gener de 2010    | 23 de maig de 2010     |                   | 10,1%             |
|           | 2         | 65       | 24 de maig de 2010     | 22 d'agost de 2010     |                   | 9,9%              |
|           | 3         | 65       | 30 d'agost de 2010     | 26 de novembre de 2010 |                   | 0,7%              |
|           | 4         | 65       | 17 de setembre de 2011 | 4 de desembre de 2011  | 153.000           | 1,24%             |
| Total     | Total     | 260      | 10 de gener de 2010    | 4 de desembre de 2011  |                   |                   |

* Fins al 18 de setembre de 2011

## Repartiment
- Alexandra Jiménez - Eva Padrón
- Ana del Rey - Olivia Gómez
- Javier Sesmilo - Hugo Rojo
- María Hervás - Sonia Gómez Luján
- Ahmed Younoussi - Malik Adil
- Ayoub El Hilali - Taher Adil
- Antonio Muñoz de Mesa - César Camacho
- Marta Poveda - Eva López Quintana, la López
- Susana Abaitua - Ana Celia Pulido Gea
- Rubén Mascato - Fabián Rubio Rojo
- Beatriz Pascual - Bea
- Sergio Parralejo - Rober
- Melanie Blanco - Pilar
- Cristina Llorente - Andrea
- Nacho Montes - Juan
- Ángel Muñiz - Apolinario «Poli» Villanueva
- Elvis y Luis Abreu - Villete i BigBang
- Juan Luppi - Martín
- Marta Martín - Maca
- Jorge Clemente - Manuel «Manu» Zafra
- Miriam Raya - Carla Berlanga
- María Ballesteros - María Padrón
- Nasser Saleh - Leo Cano
- Karim El-Kerem - David

## Premis i nominacions
- Sèrie Must! de l'any (2010).[4]
- Alexandra Jiménez nominada a Premi Iris a la millor interpretació femenina